# Про золоту дівчину Магулену та вірного друга
Про золоту дівчину Магулену та вірного друга (словац. Mahuliena, zlatá panna, Mahuliena zlatá panna alebo slncová panička, англ. Mahuliena, Golden Maiden, рос. Магульена, Золотая панна) — словацька народна казка. Вперше казка була опублікована словацьким збирачем народного фольклору та письменником Паволом Добшинським (Pavol Dobšinský) у збірнику Prostonárodné slovenské povesti (1880—1883). На українську мову казку переклав Олег Микитенко.

## Сюжет
Казка розповідає про молодого королевича, який шукав ідеальну наречену, схожу на свою небіжчицю-матір, Золоту діву. Його батько, король, запевняв його, що такої жінки більше немає, але син не слухав і вирушив на пошуки. Мудреці королівства не могли дати слушної поради, але один старий радник запропонував скерувати мандрівників до королівського палацу, де вони питатимуть про найвродливішу дівчину. Після довгих пошуків, королевич дізнається про Магулену — дівчину, настільки красиву, що кожен, хто погляне їй в очі, непритомніє.
Королевич вирушає в подорож із таємничим мандрівником, який дає йому настанови, як підходити до Магулени, щоб уникнути смертоносної краси. Після трьох етапів випробувань, де він по черзі поглядає на неї лише по коліна гляне, на другий день — по пояс, і тільки на третій день — в очі подивиться. Дотримуючись порад мандрівника, королевич здобуває серце Магулени. Однак король птахів, її батько, спочатку відмовляється віддати свою дочку за чоловіка, але врешті погоджується.
Після весілля королевич вирішує повернутися додому, але по дорозі його чекають небезпеки, влаштовані його злою мачухою. Завдяки мудрості мандрівника, королевич і його дружина уникають смертельних пасток, і врешті повертаються в рідне королівство. Всі разом святкують повернення, і королевич щасливо одружується з Магуленою.

## Казковий тип
Відповідно до системи Аарне–Томпсона, розробленої у 1910 році, казка відповідає типу ATU 510A «Переслідувана героїня» (англ. Persecuted Heroine). У казках цього типу переслідувана героїня, змушена тікати або пройти через різноманітні труднощі, часто через магічні або злі сили, щоб знайти щастя та зустріти чи об'єднатись з коханим.

## Екранізації
- Mahuliena zlatá panna (телефільм, Чехословакія, 1987).[3][4]

## Схожі за типом твори
- «Попелюшка» — німецька казка.
- «Ворон» — п'єса Карло Ґоцці.